# 绍尔沃什肯德
绍尔沃什肯德，是匈牙利沃什州所辖的一个村，总面积10.34平方公里，总人口223，人口密度21.6人/平方公里（2010年1月1日）。